# Exploring Black Holes
Das Buch Exploring Black Holes: Introduction to General Relativity bietet eine Einführung in die allgemeine Relativitätstheorie von Albert Einstein. Autoren der Originalausgabe sind der mehrfach ausgezeichnete theoretische Physiker John A. Wheeler sowie der Physiker und Physikdidaktiker Edwin F. Taylor. An der 2., überarbeiteten Auflage hat zudem der Astrophysiker Edmund Bertschinger mitgearbeitet. Während die Originalausgabe im Jahre 2000 bei Addison Wesley Longman veröffentlicht wurde, ist die 2., überarbeitete Auflage lediglich online verfügbar. Im Gegensatz zu anderen Einführungen in die allgemeine Relativitätstheorie verzichtet das Buch auf eine Diskussion der Einsteinschen Feldgleichungen und der dafür notwendigen Höheren Mathematik. Stattdessen konzentriert sich Exploring Black Holes auf spezielle Lösungen der Feldgleichungen und insbesondere Schwarze Löcher. Dabei werden sowohl die relativistische Kinematik wie auch die relativistische Dynamik aus einer besonderen, geometrischen Perspektive diskutiert.

## Inhalt
Die Printausgabe umfasst etwa 350 Seiten. Diese verteilen sich auf zwölf Kapitel, ein Glossar, einen Index und umfangreiche Literaturempfehlungen. Einige der Kapitel sind als „project“ gekennzeichnet. („Projects help the reader explore a topic, fill in the steps, compute physical coutcomes, and carry out his or her own investigations.“) Zunächst werden Erkenntnisse der speziellen Relativitätstheorie zusammengefasst und das Konzept der Metrik vorgestellt (Kapitel 1), dann der Begriff der Krümmung der Raumzeit und die Schwarzschild-Metrik eingeführt, insbesondere zur Beschreibung der Raumzeit in der Nähe eines Schwarzen Lochs (Kapitel 2), sowie am Beispiel eines radial fallenden Objekts der Energieerhaltungssatz und am Beispiel eines eine Umlaufbahn beschreibenden Objekts der Erhaltungssatz des Drehimpulses erörtert (Kapitel 3 bzw. 4). Schließlich wird die Frage diskutiert, welchen Einfluss die Krümmung der Raumzeit auf die Bewegung des Lichts und somit auf die visuelle Wahrnehmung besitzt, speziell beim Fall in ein Schwarzes Loch (Kapitel 5). Die über das Buch verteilten, als „project“ gekennzeichneten Kapitel befassen sich unter anderem mit den physikalischen Verhältnissen innerhalb des Ereignishorizonts, der Periheldrehung des Merkurs, Einsteinringen, rotierenden Schwarzen Löchern und dem Friedmann-Universum.
Ebenso wie in ihrem Buch Physik der Raumzeit folgen Wheeler und Taylor der Tradition von Weyl und Einstein, indem sie relativistische Physik in geometrischer Sprache präsentieren, und legen Wert auf einfache und verständliche Formulierungen. Eine weitere Ähnlichkeit zu Physik der Raumzeit sind die vielfachen Unterbrechungen des Haupttextes durch Verständnisfragen eines fiktiven Lesers, die von den Autoren ausführlich beantwortet werden. Die Voraussetzungen an den Leser beschränken sich auf elementare Analysis und spezielle Relativitätstheorie („elementary knowledge of calculus and special relativity“).
Da Taylor und Wheeler die Einsteinschen Feldgleichungen nicht thematisieren, werden die den Erörterungen des Buches zugrunde liegenden Lösungen dieser Gleichungen nicht hergeleitet, sondern dem Leser ohne weitere Beweise präsentiert. Die Diskussion konzentriert sich dabei auf die Schwarzschild-Metrik und die Kerr-Metrik.

## Vorzeichen- und Einheitenkonventionen
Exploring Black Holes nutzt für zeitartige Abstände die Vorzeichenkonvention {\displaystyle +---} und für raumartige Abstände {\displaystyle -+++}. Das Buch nutzt geometrische Einheiten: Die Gravitationskonstante {\displaystyle G} und die Lichtgeschwindigkeit {\displaystyle c} werden gleich 1 gesetzt.

## Auflagen
Die Printausgabe ist vergriffen:
- Edwin F. Taylor, John A. Wheeler: Exploring Black Holes: Introduction to General Relativity. Addison Wesley Longman, San Francisco 2000, ISBN 978-0-20138-423-9.

Die 2., überarbeitete Auflage wird auf der Homepage von Taylor kostenfrei angeboten:
- Edwin F. Taylor, John A. Wheeler, E. Bertschinger: Exploring Black Holes: Introduction to General Relativity, Second Edition. Homepage von Edwin F. Taylor. Abgerufen am 20. Oktober 2020.

## Rezensionen
Omer Blaes betont die geringen mathematischen Anforderungen des Buchs: „Exploring Black Holes, by Taylor and Wheeler, is a superb example. No tensors or differential forms here; not even any calculus of variations to derive geodesics! Instead, the book uses very basic differential and integral calculus to get at all the essential physics of black holes. Every physicist should be exposed to the ideas presented here at some time in his or her career.“ Des Weiteren lobt er: „As would be expected from these authors, the book is extremely well written, and the presentation is physical and intuitive.“
Auch William H. Ingham fällt ein positives Urteil: „However, there have been few if any books on general relativity that have managed to be both scholarly and truly introductory. Exploring Black Holes: Introduction to General Relativity (EBH) is just such a book.“ Er vergleicht das Buch mit einem anderen Werk von Taylor und Wheeler: „Spacetime Physics is a jewel of an unconventional book on special relativity. With Exploring Black Holes, Taylor and Wheeler have presented the community of physics learners and teachers with another gem.“